# Cantone di Boussac
Il Cantone di Boussac è una divisione amministrativa dell'arrondissement di Guéret.
A seguito della riforma approvata con decreto del 17 febbraio 2014, che ha avuto attuazione dopo le elezioni dipartimentali del 2015, è passato da 13 a 17 comuni.

## Composizione
I 13 comuni facenti parte prima della riforma del 2014 erano:
- Bord-Saint-Georges
- Boussac
- Boussac-Bourg
- Bussière-Saint-Georges
- Lavaufranche
- Leyrat
- Malleret-Boussac
- Nouzerines
- Saint-Marien
- Saint-Pierre-le-Bost
- Saint-Silvain-Bas-le-Roc
- Soumans
- Toulx-Sainte-Croix

Dal 2015 i comuni appartenenti al cantone sono i seguenti 17:
- Bétête
- Bord-Saint-Georges
- Boussac
- Boussac-Bourg
- Bussière-Saint-Georges
- Clugnat
- Jalesches
- Lavaufranche
- Leyrat
- Malleret-Boussac
- Nouzerines
- Saint-Marien
- Saint-Pierre-le-Bost
- Saint-Silvain-Bas-le-Roc
- Soumans
- Tercillat
- Toulx-Sainte-Croix